# Tau Scorpii
Pour les articles homonymes, voir Alniyat.
Désignations
Tau Scorpii (τ Sco / τ Scorpii) dans la désignation de Bayer est une étoile de la constellation du Scorpion de magnitude apparente + 2,82, aujourd'hui nommée Paikauhale.

## Nomenclature
Paikauhale est le nom propre aujourd'hui retenu pour Tau Scorpii / τ Sco 2,82) par l’Union astronomique internationale (UAI). Il est celui qui est donné à Hawaï pour cette étoile, avec les sens de « Vagabond ». 
Mais cette étoile a longtemps porté le nom d’Alniyat, aujourd'hui réservé à Sigma Scorpii / σ Scopar l’UAI. Mais si on veut conserver ce nom pour le couple στ Sco, cette étoile devrait être nommé Alniyat [Posterior]. C’est l’arabe النياط al-Niyāṭ, « les Artères », nom donné dans le ciel arabe traditionnel pour au couple στ Sco. Le nom fut introduit pour ce couple par Johann Bode (1801), à partir à partir de la traduction du یجِ سلطانی Zīğ-i Sulṭānī ou « Tables sultaniennes » d’Uluġ Bēg (1437) par Thomas Hyde (1665), qui donne la transcritpion AlNiyât, et par l'intermédiaire Friedrich Lach (1796) qui donne el nijât. Le nom s’est largement répandu dans les catalogues pour les deux étoiles, notamment grâce Richard Allen (1899), qui reprend en termes modernes la transcription de Thomas Hyde, soit Al-Niyāṭ. 

## Propriétés
Tau Scorpii est une étoile bleu-blanc de la séquence principale de type spectral B0,2V ayant une magnitude apparente de +2,82. Elle est à environ 430 années-lumière de la Terre. C'est une étoile magnétique dont le champ de surface a été cartographié par imagerie Zeeman-Doppler.

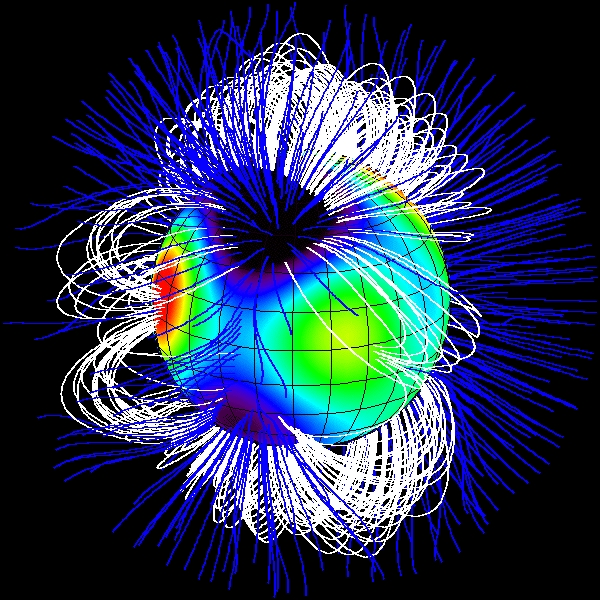
Champ magnétique de Scorpii, obtenu par imagerie Zeeman-Doppler.